# Emile Hanse
Emile Hanse, född 10 augusti 1892 i Namur, död 5 april 1981, var en belgisk fotbollsspelare.
Hanse blev olympisk guldmedaljör i fotboll vid sommarspelen 1920 i Antwerpen.